# راحله احمدی
راحله احمدی (زادهٔ ۱۰ تیر ۱۳۴۹ در تهران) زندانی سیاسی پیشین و فعال حقوق زنان اهل ایران است. او در ۱۹ تیر ۱۳۹۸ پس از اعتراض به دستگیری و رفتار مأموران با دخترش صبا کرد افشاری که از یک ماه پیش به دلیل اعتراض به قانون حجاب اجباری در ایران بازداشت شده بود دستگیر شد. جلسه محاکمه او به ریاست قاضی افشار در دادگاه انقلاب تهران برگزار و او از بابت اتهام اجتماع و تبانی علیه امنیت ملی مجرم شناخته شد و به ۴ سال و ۲ ماه حبس محکوم شد.

## دستگیری و اتهامات
صبا کرد افشاری، دختر راحله احمدی، در تاریخ ۱ خرداد ۱۳۹۸ به دلیل شرکت در کمپین اعتراضی چهارشنبه‌های سفید بر علیه قانون حجاب اجباری ایران بازداشت شد. به گفته برخی منابع، بازجویان به خانم احمدی گفتند که او تنها زمانی آزاد می‌شود که دخترش جلوی دوربین اعتراف کند. مقامات زندان قبلاً هم سعی کرده بودند افشاری را برای اعتراف در سلول انفرادی تحت فشار قرار دهند.
روز دادگاه این را به قاضی افشاری هم گفتم. گفتم آقای قاضی اگر حکم ابد هم بگیرم برایم مهم نیست چون تا وقتی نفس دارم صدای فرزندم می‌شوم. در ایران زنان حق دوچرخه سواری ندارند. حق موتور سواری ندارند. حق ندارند قاضی شوند. حق ندارند لباس تنشان را انتخاب کنند. حق ندارند حرف بزنند. حق ندارند مادر باشند. حق ندارند از بچه‌هایشان حمایت کنند. این‌ها دردهای دل ماست.
 احمدی در دادگاه انقلاب به ریاست قاضی افشار به اتهام «اجتماع و تبانی علیه امنیت ملی» به ۴ سال و ۲ ماه زندان محکوم شد. او از اتهام «تشویق مردم به فساد یا فحشا» تبرئه شد، اتهامی که اغلب به زنان مخالف حجاب اجباری در ایران نسبت داده می‌شود. احمدی در فوریه ۲۰۲۰ در مصاحبه با ماهنامه خط صلح بیان می‌کند که بازجویان علاوه بر اتهامات مرتبط با حجاب اجباری، او را بابت حمایت از اعتراضات کارگران هفت تپه در استان خوزستان و شماری از فعالین حقوق بشری مورد بازخواست قرار دادند و دختر دیگرش سوگند را تهدید به دستگیری کردند. مجازات او بعداً به ۲ سال و ۷ ماه زندان کاهش یافت.

## وضعیت سلامت در زندان
نگرانی قابل توجهی در مورد وضعیت سلامت او در دوران گذراندن حبس در زندان اوین وجود داشت. او به دلیل مشکلات تیروئید به شدت در مقابل عفونت ضعف داشت اما در زندان رسیدگی مناسبی به مشکلات جدی سلامتی او صورت نمی‌گرفت. در مارس ۲۰۲۰، او دچار عفونت گوش شد. پس از مرگ مادرش در ژوئیه ۲۰۲۱، درد دیسک کمر او بدتر شد، و او قادر به راه رفتن بدون کمک نبود. در ۱۶ فوریه ۲۰۲۲ راحله احمدی در زندان به کووید-۱۹ مبتلا شد. در طول همه‌گیری، نگرانی در مورد دسترسی محدود به خدمات پزشکی در بخش زنان زندان اوین وجود داشت و مقامات زندان در ایران زندانیان سیاسی را از مراقبت‌های پزشکی محروم می‌کردند. او و دخترش در فوریه ۲۰۲۳ از زندان اوین آزاد شدند.

## واکنش‌های بین‌المللی
سازمان حقوق بشری غیرانتفاعی Freedom Now به نیابت از راحله احمدی و صبا کرد افشاری دادخواستی را به کارگروه بازداشت خودسرانه سازمان ملل متحد تسلیم کرد. کارشناسان این کارگروه بازداشت هر دوی آنها را نقض قوانین بین المللی تشخیص دادند.